# VP9
VP9 là tiêu chuẩn nén video mở và miễn phí bản quyền được phát triển bởi Google. Vào thời kỳ đầu của việc phát triển, nó mang tên là Next Gen Open Video (NGOV) và VP-Next. VP9 được nâng cấp từ VP8. Chromium, Chrome, Firefox, và Opera hỗ trợ phát video định dạng VP9 bằng thẻ HTML5 video.
VP9 là sự kế thừa của VP8 và cạnh tranh chủ yếu với Mã hóa video hiệu quả cao của MPEG (HEVC / H.265). Lúc đầu, VP9 chủ yếu được sử dụng trên nền tảng video YouTube của Google. Sự xuất hiện của Liên minh Truyền thông mở và sự hỗ trợ cho sự phát triển của tiêu chuẩn kế tiếp AV1, trong đó Google là một phần, dẫn đến sự quan tâm ngày càng tăng đối với định dạng này.
Trái ngược với HEVC,VP9 được hỗ trợ phổ biến bởi các trình duyệt web (xem video HTML5 § Hỗ trợ trình duyệt). Sự kết hợp giữa video VP9 và âm thanh Opus trong bộ chứa WebM, do YouTube phục vụ, được hỗ trợ bởi khoảng 4⁄5 thị trường trình duyệt (bao gồm cả điện thoại di động) kể từ tháng 6 năm 2018. Hai tổ chức trong số các trình duyệt chính không hỗ trợ là Internet Explorer (đã ngừng hoạt động, không phải là Edge kế nhiệm của nó) và Safari (cả phiên bản dành cho máy tính để bàn và thiết bị di động). Android đã hỗ trợ VP9 kể từ phiên bản 4.4 KitKat.
Các phần của định dạng được bảo vệ bởi các bằng sáng chế của Google. Công ty cấp quyền sử dụng miễn phí các bằng sáng chế liên quan của riêng mình dựa trên sự trao đổi có đi có lại, tức là người dùng không tham gia vào các vụ kiện bằng sáng chế.

## Lịch sử
Việc phát triển VP9 khởi động vào Q3 2011. Một trong những thành công của VP9 là giảm được 50% bit rate so với VP8 mà vẫn giữ được chất lượng video tương đương. Một thành công nữa là VP9 đạt được hiệu suất nén tốt hơn so với HEVC.
Ngày 13 tháng 12 năm 2012, bộ giải mã VP9 được tích hợp vào trình duyệt Chromium.
Ngày 21 tháng 2 năm 2013, phiên bản ổn định đầu tiên của trình duyệt Google Chrome hỗ trợ giải mã VP9 được phát hành. This was added in version 25 of Google Chrome.
Ngày 8 tháng 5 năm 2013, Google thông báo hoàn thiện VP9 vào ngày 17 tháng 6 năm 2013. VP9 decoding will no longer be hidden behind a flag with version 29 of Google Chrome.
Ngày 11 tháng 6 năm 2013, profile 0 của VP9 được hoàn tất.
Ngày 12 tháng 6 năm 2013, VP9 được kích hoạt mặc định trong bản Chromium mới nhất.
Ngày 1 tháng 7 năm 2013, Google thông báo VP9 đã được kích hoạt mặc định trong Google Chrome developer channel.
Tháng 8, 2013, Google phát hành Chrome phiên bản 29.0.1547 với VP9 được hỗ trợ chính thức.
Ngày 3 tháng 10 năm 2013, bộ giải mã VP9 (native) được thêm vào FFmpeg, và Libav vào 15 tháng 10 năm 2013.
Ngày 7 tháng 1 năm 2014, Ittiam giới thiệu bộ giải mã VP9 của họ trên các thiết bị dùng ARM Cortex. Ittiam VP9 Decoder được xây dựng với sự hợp tác của ARM và Google, tập trung vào năng lượng, mật độ và tính linh động với độ ưu tiên ngang nhau cho mỗi hạng mục. Nó chạy ở độ phân giải 1080p 30 hình/giây tận dụng GPU ARM Mali-T604 trên bo mạch Arndale (sử dụng Dual SoC Exynos 5 của Samsung).
Ngày 18 tháng 3 năm 2014, Mozilla hỗ trợ VP9 cho trình duyệt Firefox từ phiên bản 28.
Tháng 4 năm 2015, Google đã phát hành một bản cập nhật đáng kể cho thư viện libvpx của mình, với phiên bản 1.4.0 hỗ trợ cho độ sâu bit 10 bit và 12 bit, ghép mẫu sắc độ 4:2:2 và 4:4:4 và giải mã / mã hóa đa luồng VP9.
Tháng 12 năm 2015, Netflix đã đề xuất dự thảo bao gồm video VP9 trong một thùng chứa MP4 với Mã hóa chung MPEG. [93]
Tháng 1 năm 2016, Ittiam đã trình diễn một bộ mã hóa VP9 dựa trên OpenCL. [94] Bộ mã hóa hướng tới GPU di động ARM Mali và đã được trình diễn trên Samsung Galaxy S6.
VP9 được hỗ trợ bởi trình duyệt web Edge của Microsoft. Nó có mặt trong các bản phát hành phát triển bắt đầu với EdgeHTML 14.14291 và được phát hành chính thức vào mùa hè năm 2016.
Tháng 3 năm 2017, Ittiam tuyên bố hoàn thành một dự án để tăng cường tốc độ mã hóa của libvpx. Cải thiện tốc độ từ 50-70% và mã "có sẵn công khai như một phần của libvpx".

## Việc chấp nhận
- YouTube sẽ sử dụng VP9 cho các nội dung có độ phân giải 4K.[25]
- Một số smart TV hỗ trợ VP9.